# Lago Großer Mützelburger
El lago Großer Mützelburger (en alemán: Großer Mützelburgersee) es un lago situado en el distrito de Pomerania Occidental-Greifswald —junto a la frontera con Polonia—, en el estado de Mecklemburgo-Pomerania Occidental (Alemania), a una altitud de 4.5 metros; tiene un área de 114 hectáreas.